# Мясникова, Елена Ольгердовна
Еле́на Ольге́рдовна Мяснико́ва (род. 10 июля 1959, Москва) — российский издатель и журналист, медиаменеджер. Вице-президент медиагруппы РБК. Была генеральным директором холдинга «Independent Media». Вошла в пятёрку самых влиятельных медиаменеджеров постсоветской России по версии журнала «Карьера» и еженедельника «Новый Взгляд».

## Биография
Родилась 10 июля 1959 года в Москве.

### Образование
- Окончила филологический факультет МГУ им. М. В. Ломоносова по специальности «Нидерландский язык и литература», филолог-германист[3].

### Карьера
- Преподаватель английского и голландского языков (Институт стран Азии и Африки).
- С 1992 по 1994 годы — заместитель главного редактора журнала «Европа».
- С 1994 по 2001 годы — главный редактор российской версии журнала Cosmopolitan[4].
- С 2007 по 2012 годы — возглавляла ИД Sanoma Magazines International; назначена на пост гендиректора 1 января 2008 года[5].
- С 2012 года — вице-президент медиагруппы РБК.

## Награды
- Лауреат Национальной премии общественного признания достижений женщин «Олимпия» Российской Академии бизнеса и предпринимательства[6] в 2003 г.
- «Медиаменеджер России» (2004 год)[7]
- «Медиа менеджер десятилетия» 2011 год